# Herpestomus schwarzi
Herpestomus schwarzi là một loài tò vò trong họ Ichneumonidae.